# Lignères
Lignères – miejscowość i gmina we Francji, w regionie Normandia, w departamencie Orne.
Według danych na rok 1990 gminę zamieszkiwało 40 osób, a gęstość zaludnienia wynosiła 7 osób/km² (wśród 1815 gmin Dolnej Normandii Lignères plasuje się na 844. miejscu pod względem liczby ludności, natomiast pod względem powierzchni na miejscu 823.).